# П'ять кутів (площа)
П'ять кутів — площа обласного центру — міста Чернігова. Один із транспортних вузлів Чернігова.

## Назва
Назву площа отримала через те, що виникла на місці стику кількох вулиць. Основні: Вулиця Олександра Молодчого, Проспект Перемоги, Проспект Михайла Грушевського, Олега Міхнюка та Любомира Боднарука. Також це назва однойменної місцевості у Чернігові.

## Історія
У 2008 році був розроблений план забудови мікрорайону 5 кутів багатоверховими будинками, але він так і не був затверджений.
У 2014 році паркан одного із будинків зі сторони вулиці 1 Травня було розмальовано в жовто-блакитний колір, жовтою фарбою на синьому фоні було виведено «Єдина Україна».
18 червня 2014 року невідомі розмалювали чорною фарбою надписи, але вже наступного дня чернігівські активісти відновили надписи, зафарбувавши вандалізм.
У 2018 році була розпочата реконструкція офісного комплексу «Кооп» та й самої площі. Було зроблено два кола на асфальті для кращого транспортного руху. Асфальтне покриття було покладено нове.
У липні 2018 року мер Чернігова Атрощенко пропонував перейменувати площу на честь Левка Лук'яненка, однак ця пропозиція не була прийнята.
У 2019 році реконструкція площі була завершена. Було змінено правила проїзду площі і зроблено зручніші бордюри для зручного перетину перехрестя.

## Транспорт

### Тролейбуси
Площею П'ятьох кутів курсують 2 маршрути чернігівського тролейбуса:
- № 6 — від П'ятьох кутів по проспекту Перемоги;[7]
- № 7 — від П'ятьох кутів по проспекту Перемоги;[8]
- № 9а.[9]

### Маршрутки
По площі їздить 11 маршруток: № 1, № 7, № 8, № 11, № 12, № 15, № 25, № 42, № 43, № 135 і № 160.

## Будівлі
Біля площі розташовані будинки, що числять на інших вулицях.
- буд. № 137 (Проспект Перемоги) — кафе «Еклер»;
- буд. № 139 (Проспект Перемоги) — офісний комплекс «КООП», де розташовано багато офісів, в тому числі відділення Приватбанку;[21]
- буд. № 141 (Проспект Перемоги) — Деснянська районна рада.